# سیدنی هرینگ
سیدنی هرینگ (انگلیسی: Sydney Herring; ۸ اکتبر ۱۸۸۱ – ۲۷ مهٔ ۱۹۵۱) سیاستمدار و نظامی اهل استرالیا بود.